# Sauber C15
O C15 é o modelo da Sauber da temporada de 1996 da Fórmula 1. Condutores: Johnny Herbert e Heinz-Harald Frentzen.

## Resultados[1]
(legenda) 
| Ano  | Chassi | Motor               | Pneus | N° | Pilotos               | 1   | 2   | 3   | 4   | 5   | 6   | 7   | 8   | 9   | 10  | 11  | 12  | 13  | 14  | 15  | 16  | Pontos | Posição |  |
| ---- | ------ | ------------------- | ----- | -- | --------------------- | --- | --- | --- | --- | --- | --- | --- | --- | --- | --- | --- | --- | --- | --- | --- | --- | ------ | ------- |  |
|      |        |                     |       |    |                       |     |     |     |     |     |     |     |     |     |     |     |     |     |     |     |     |        |         |  |
|      |        |                     |       |    |                       | AUS | BRA | ARG | EUR | SMR | MON | ESP | CAN | FRA | GBR | GER | HUN | BEL | ITA | POR | JPN |        |         |  |
| 1996 | C15    | Ford JD Zetec-R V10 | G     | 14 | Johnny Herbert        | DNS | Ret | 9   | 7   | Ret | 3   | Ret | 7   | DSQ | 9   | Ret | Ret | Ret | 9   | 8   | 10  | 11     | 7°      |  |
| 1996 | C15    | Ford JD Zetec-R V10 | G     | 15 | Heinz-Harald Frentzen | 8   | Ret | Ret | Ret | Ret | 4   | 4   | Ret | Ret | 8   | 8   | Ret | Ret | Ret | 7   | 6   | 11     | 7°      |  |